# 韩村镇 (濉溪县)
韩村镇，是中华人民共和国安徽省淮北市濉溪县下辖的一个乡镇级行政单位。

## 行政区划
韩村镇下辖以下地区：
韩村村、和谐村、淮海村、大殷村、河涯村、小湖村、马店村、建元村、胜利村、马桃圆村、双沟村、祁集村、大李村、大庄村和光明村。